# Elizabeth Yeats

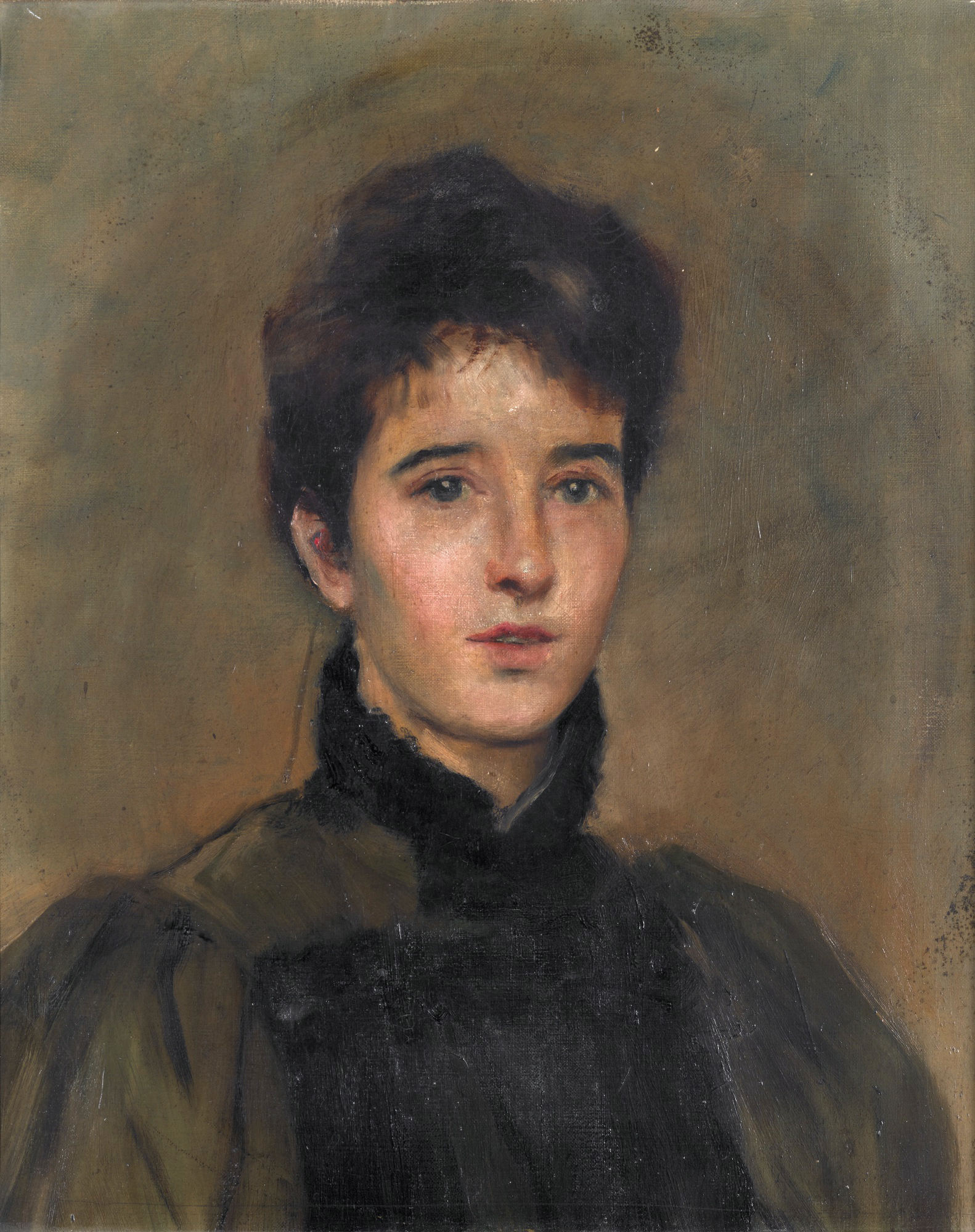
Porträt, gemalt von Yeats Vater John Butler Yeats, Öl auf Leinwand, 51 × 43 cm, 1887

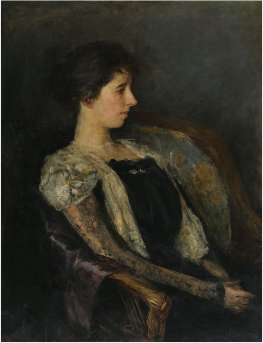
Porträt von Jack Butler Yeats, Öl auf Leinwand, ca. 1899, National Gallery of Ireland

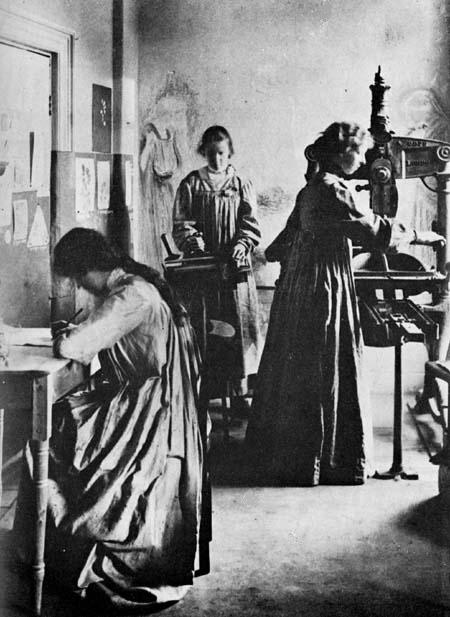
Fotografie aus dem Arbeitsraum der Dun Emer Press, ca. 1903: Elizabeth Corbet Yeats steht an der Handpresse, Beatrice Cassidy an der Farbrolle, Esther Ryan sitzt an Korrekturen.

Elizabeth Corbet Yeats [ˈjeɪts], bekannt als Lolly (* 11. März 1868 in London; † 16. Januar 1940 in Churchtown, Dublin) war eine anglo-irische Pädagogin und Verlegerin. Sie arbeitete als Kunstlehrerin, veröffentlichte mehrere Bücher über das Malen und war Mitbegründerin der Arts-and-Crafts-Verlage Dun Emer Press und Cuala Press, die viele Werke unter anderem ihres Bruders W. B. Yeats veröffentlichte.

## Leben
Elizabeth wurde als Tochter des irischen Anwalts und Künstlers John Butler Yeats und Susan Yeats (geborene Pollexfen) geboren. Sie war die Schwester von William, Jack und Susan Mary „Lily“. Ab ihrem vierten Lebensjahr lebte sie in Merville, County Sligo, im Haus ihres Großvaters William Pollexfen. Im November 1874 zog die Familie nach West Kensington, London und 1878 weiter nach Chiswick.
1881 kehrte Yeats mit ihrer Schwester Susan nach Howth, County Dublin, zurück und schrieb sich 1883 am heutigen National College of Art and Design ein und besuchte Kurse an der Royal Dublin Society.
Die Familie zog 1886 nach South Kensington, London. Dort begann Yeats mit dem Schreiben von Belletristik und gab zusammen mit sechs Freunden die Zeitschrift The Pleiades heraus, deren Weihnachtsausgabe 1888 ihren Beitrag Story without a plot enthielt. Außerdem veröffentlichte sie Scamp and three friends in The Vegetarian. In den 1890er Jahren wohnte sie in Bedford Park, London, und machte eine Ausbildung zur Kindergärtnerin am Froebel College. Nach Abschluss einer Ausbildung zur Kunstlehrerin unterrichtete sie 1892 als Gastlehrerin für Kunst bei der Froebel Society und mehreren Schulen im Südwesten Londons. Sie arbeitete mit im Arts and Crafts Movement von William Morris.
Yeats schrieb und gestaltete die Illustrationen für insgesamt vier Malhandbücher: Brushwork (1896), Brushwork studies of flowers, fruits and animals (1898), Brushwork copy book (1899) und Elementary brushwork studies (1900), deren Popularität ihr ein gutes Einkommen verschaffte. Das letzte war ein Lehrbuch, das kleinen Kindern die Technik des Malens von Blumen und Pflanzen nach einer von ihr gestalteten einfachen Methode beibringt.
Auf Anregung von Emery Walker, der mit Morris an der Kelmscott Press arbeitete, studierte Yeats Druckwesen bei der Women’s Printing Society von Emily Faithfull in London. In Dublin, wohin ihre Familie 1900 zurückgekehrt war, nahm sie die Einladung an, zusammen mit Evelyn Gleeson die Dun Emer Guild zu gründen, zusammen mit ihrer Schwester, die Stickerin war. Die Dun Emer Guild wurde mit der Absicht gegründet, junge Frauen in Buchbinderei und Druckerei sowie in Stickerei und Weberei auszubilden. Dun Emer (Festung Emer) wurde nach Emer benannt, der sagenhaften Frau des Helden Cú Chulainn, die in den irischen Sagen für ihre Schönheit und ihre künstlerischen Fähigkeiten bekannt war. Yeats leitete die Druckabteilung Dun Emer Press ab 1902 mit einer Druckmaschine, die sie von einer Provinzzeitung erworben hatte. Die Presse befand sich in Dundrum im ersten Stock im Haus von Evelyn Gleeson. Im Jahr 1903 begann Yeats mit dem Druck. Das erste Buch der Dun Emer Press war W. B. Yeats’ In the Seven Woods.
Obwohl Yeats eine begabte Druckerin war, waren die Kosten höher als die Erträge, so dass die Dun Emer Press (wie auch die Guild) oft finanziell gefährdet waren. Yeats hatte diverse Meinungsverschiedenheiten mit ihrem Bruder William über seine Vorgaben als Herausgeber. Auch Evelyn Gleeson mochte sie nicht. Elf Bücher, verziert mit Pastellen von George William Russell, erschienen unter dem Dun-Emer-Impressum.  Im Oktober 1906 reiste sie nach New York, um noch für ihre Produkte zu werben, aber das letzte Buch, Williams Discoveries (1907) wurde Ende November publiziert, als sie nach Dublin zurückkehrte.
Nach vielen Jahren angespannter Beziehungen zwischen den Yeats-Schwestern und Evelyn Gleeson wurde die Geschäftsbeziehung schließlich beendet. Daraufhin gründeten Yeats und ihr Bruder William 1908 die Cuala Press, in der sie über 70 Bücher, darunter 48 von William, veröffentlichten. Der Name leitet sich von einer irischsprachigen Territorialbezeichnung Cuala für das unmittelbar südlich von Dublin anschließende nördlichste Stück des County Wicklow ab. Yeats leitete den Verlag, während ihre Schwester Lily die Stickereiabteilung führte. Cuala Press blieb eine Familienangelegenheit. Dennoch brachte Cuala großartige Bücher hervor. Cuala Press war insofern ungewöhnlich, als es der einzige Arts-and-Crafts-Verlag war, der von Frauen geleitet und besetzt wurde, und der einzige, der neue Werke und keine etablierten Klassiker veröffentlichte. Neben W. B. Yeats verlegte Cuala Press unter anderem Ezra Pound, Jack Butler Yeats, Padraic Colum, Robin Flower, Elizabeth Bowen, Oliver St. John Gogarty, Lady Gregory, Douglas Hyde, Lionel Johnson, Patrick Kavanagh, Louis MacNeice, John Masefield, Frank O’Connor, John Millington Synge, John Butler Yeats, Rabindranath Tagore.
Yeats arbeitete bei Cuala Press bis kurz vor ihrem Tod am 16. Januar 1940 nach einer Diagnose von Bluthochdruck und Herzproblemen. Sie ist auf dem St Nahi’s Churchyard in Dundrum im County Dublin beigesetzt. Nach Yeats Tod führten Mitarbeiterinnen den Verlag noch bis 1946 fort. Teile ihres Nachlasses finden sich in der John J. Burns Library des Boston College.